# Саблин, Михаил Павлович
Михаи́л Па́влович Са́блин (17 июня 1869, Севастополь, Таврическая губерния — 17 октября 1920, Ялта, Таврическая губерния) — вице-адмирал (1916), командующий Черноморским флотом.
Брат контр-адмирала Н. П. Саблина.

## Биография
Образование получил в Морском корпусе и Минных классах (1890).
Участник Китайского похода и русско-японской войны 1904—1905 годов: старший минный офицер на броненосце «Ослябя», участвовал в Цусимском морском бою; получил ранение. Спасен русскими моряками с других кораблей.
В 1905—1906 годах старший офицер учебного судна «Хабаровск». 6 декабря 1906 года произведен в чин капитана 2-го ранга. В 1906—1907 годах командир миноносца «Завидный», затем — канонерской лодки «Донец».
В 1909—1911 годах начальник 5-го резервного дивизиона миноносцев Чёрного моря, в 1911—1912 годах — начальник 3-го дивизиона Черноморской минной дивизии. 6 декабря 1912 года произведен в чин капитана 1-го ранга с утверждением в должности командира линейного корабля «Ростислав», а в 1914 году зачислен в состав Черноморского флотского экипажа.

## Первая Мировая война и Гражданская война

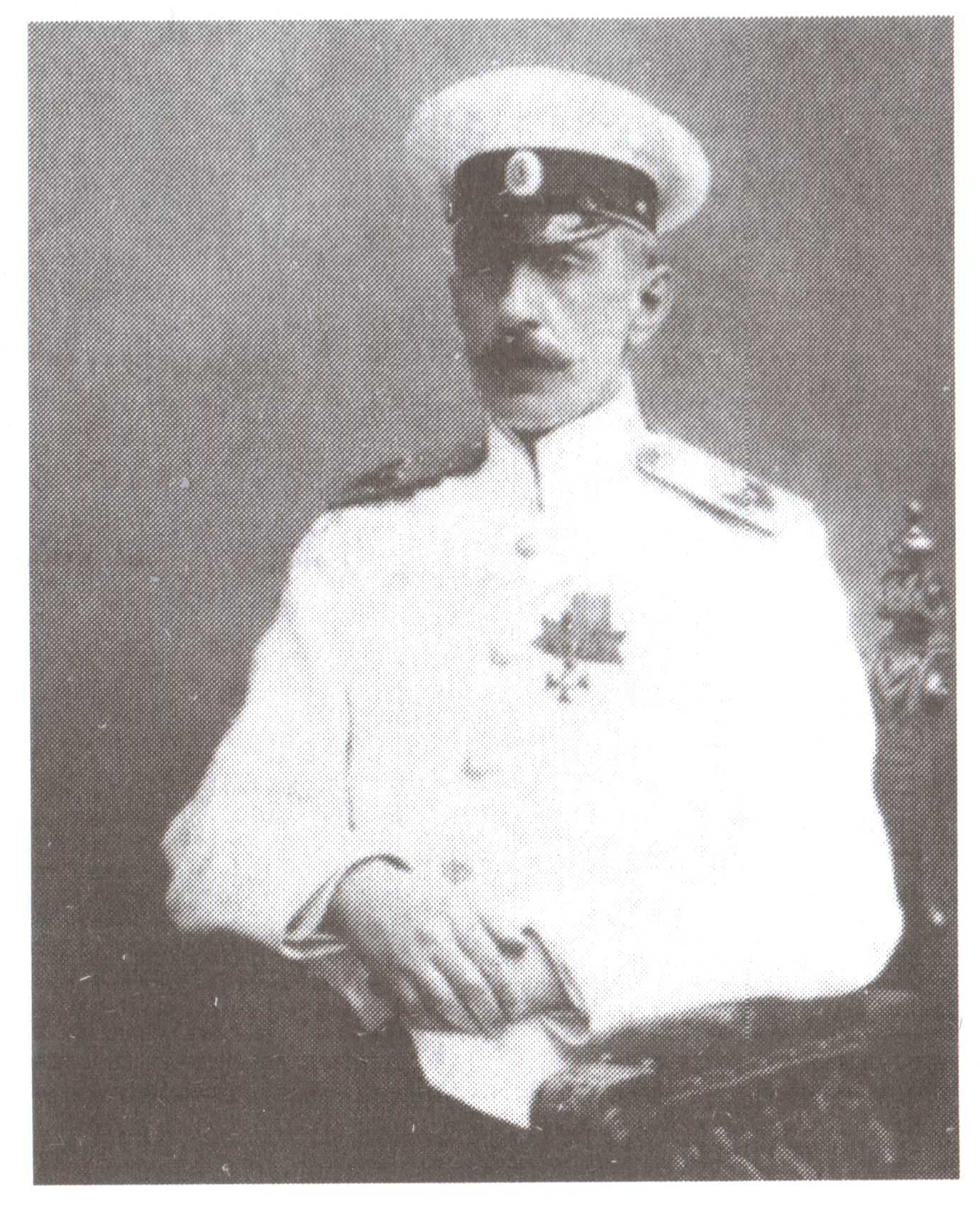
Адмирал М. П. Саблин

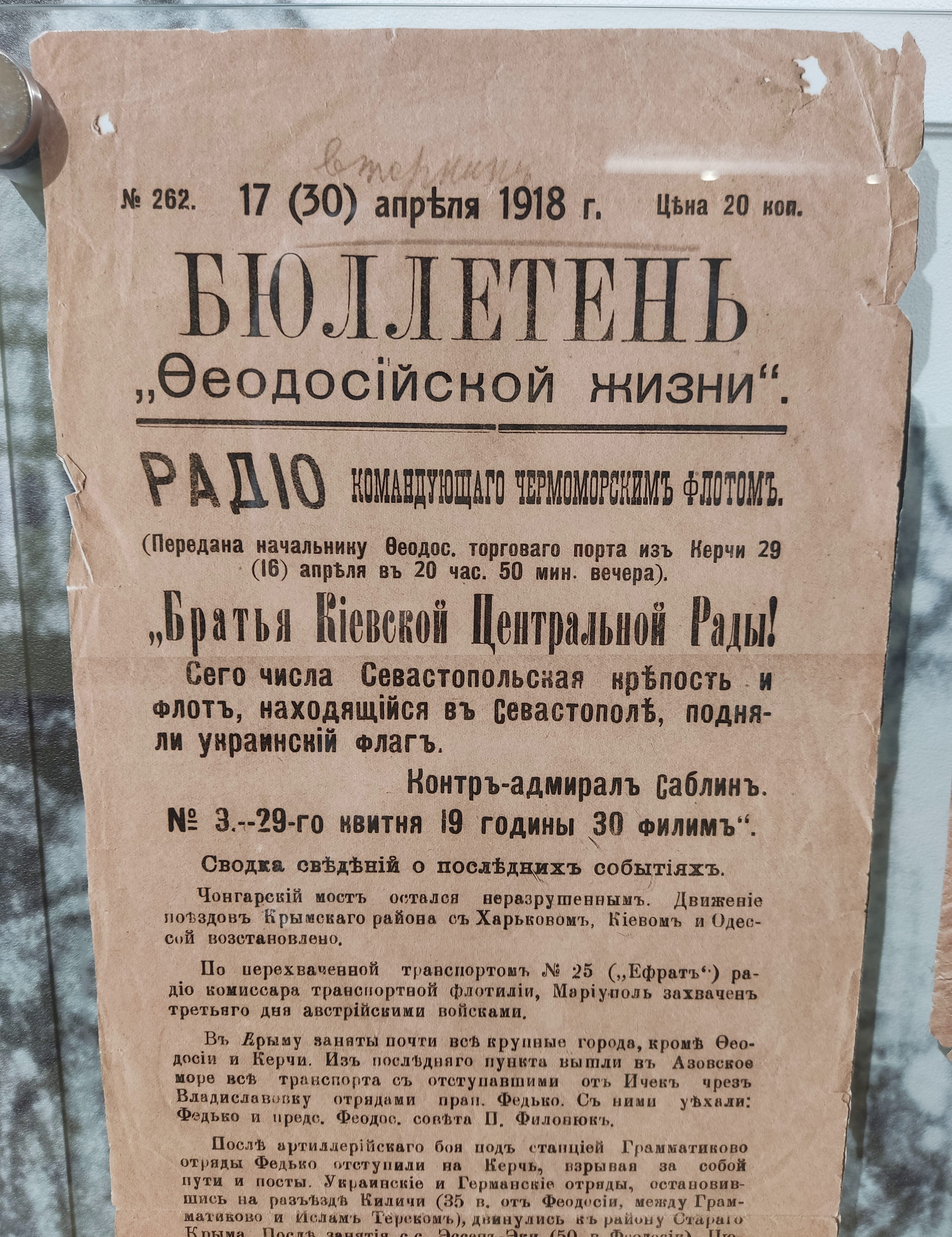
Обращение Саблина

В декабре 1914 года награждён Георгиевским оружием — за участие в боях с немецким линейным крейсером «Гёбен».
Начальник (командующий) минной обороны Чёрного моря в 1915—1916 годах. Сдал Минную бригаду в 1916 году после неудачной погони за крейсером «Бреслау» и обнаружившихся при разборе этого боя разногласий с новым командующим А. В. Колчаком.
С 21 июля 1916 года начальник 2-й бригады линейных крейсеров и и. д. начальника дивизии линейных крейсеров Чёрного моря.
31 октября 1916 года назначен состоять по Морскому министерству с зачислением во 2-й Балтийский экипаж. В 1916 году произведён в вице-адмиралы.
После Октябрьской революции поступил на службу к большевикам.
Начальник штаба Черноморского флота в 1917—1918 годах. Командующий Черноморским флотом, 02-05.1918 (по другим данным 12(25).12.1917-4(17).6.1918).
В связи с приближением германской армии к Севастополю, после Брест-Литовского мира большевики сняли с него властные полномочия, но из-за взятия германскими войсками Симферополя и поднявшейся в Севастополе паники 29 мая ему вернули власть. Чтобы спасти флот от уничтожения немцами, он приказал сменить красные флаги на украинские, а не пожелавшим это сделать до полуночи покинуть гавань, в результате чего почти все миноносцы ушли. Выслал мирную делегацию в Симферополь, но генерал фон Кош отказался её принять и оккупировал север Севастополя, укрепив позиции пулемётами. Саблин приказал всему оставшемуся флоту уходить, а на немецкий огонь ответный не открывать, чтобы не быть обвинёнными в нарушении мирного договора. Таким образом, 29 апреля — 2 мая увёл весь флот (миноносцы и 3-4 транспорта, с бегущими большевиками и золотом) лучшую часть Черноморского флота (2 новейших линейных корабля и 14 эсминцев) ушли в Новороссийск. Там он потребовал референдума о возвращении ему командных полномочий, в результате которого почти все 2500-3000 человек проголосовали за него, и сказал речь, в которой призвал не слушать большевистскую пропаганду и уважать офицеров, оставивших дом и семью и рискующих смертью от революционеров ради спасения флота.
В июне 1918 года получил приказ затопить эскадру. Чтобы спасти корабли, отправился в Москву, где был арестован.
С помощью моряков бежал в Великобританию, откуда прибыл на Юг России.
С начала 1919 года главный командир судов и портов Чёрного моря. Начальник Военно-морской базы Севастополя. 25 марта -20 августа 1919 командующий Черноморским флотом ВСЮР.
В апреле 1919 года перед Крымской эвакуацией (1919), в связи с уходом французской эскадры из Севастополя, добился от союзников передачи ряда кораблей Черноморского флота Главнокомандующему ВСЮР (крейсер «Кагул», подводная лодка «Тюлень» и др.) и привёл их в Новороссийск. Подводные лодки, для которых белые не имели команд, союзники затопили. На старых линейных кораблях подорвали механизмы.
Только позже, по его настоянию, союзники согласились передать уведённые ими в Константинополь лучшие корабли Черноморского флота, в том числе линейный корабль «Александр III» («Генерал Алексеев») и современные эсминцы.
После увольнения адмирала Д. В. Ненюкова (8 февраля 1920 года) был вновь назначен командующим Черноморским флотом, но уже 17 февраля сдал командование адмиралу А. М. Герасимову.
19 апреля 1920 года генерал П. Н. Врангель вновь назначил его командующим Черноморским флотом и начальником Морского управления Русской армии.
В середине 1920 тяжело заболел раком печени и был 12 октября 1920 года заменён адмиралом М. А. Кедровым. Похоронен в Севастополе в Владимирском соборе.

## Награды
- Орден Святого Георгия 4 степени
- Золотое георгиевское оружие